# Байкальська астрофізична обсерваторія
Байка́льська астрофізична обсерваторія — сонячна обсерваторія, розташована на південному березі озера Байкал, за 70 кілометрів від Іркутська. Є частиною Інституту сонячно-земної фізики Сибірського відділення Російської академії наук.

## Інструменти обсерваторії
- Великий Сонячний Вакуумний Телескоп (БСВТ) (D = 760 мм, F = 40 м, роздільна здатність ~ 0.2", 1980 рік). Найбільший у Євразії.
- Телескоп повного диска Сонця в лінії Hα (хромосферний телескоп; D = 180 мм, F = 5.4 м, роздільна здатність ~ 1"; 1981 рік)
- Хромосферний телескоп; D = 265 мм, F = 12 м, роздільна здатність ~ 0.5"
- Фотогеліограф (D = 180 мм, F = 9 м, роздільна здатність ~ 0.2 «)
- Телескоп повного диска Сонця в лінії KcaII (D = 180 мм, F = 5.1 м, роздільна здатнісьб 0.5», 1995 рік)

## Напрями досліджень
Дослідження ведуться в галузі фізики Сонця і служби сонця в таких напрямках:
- Спостереження тонкої структури сонячних активних утворень
- Реєстрація сонячних спалахів та інших нестаціонарних явищ у сонячній атмосфері